# Раміз Алія
Раміз Алія (алб. Ramiz Alia; 18 жовтня 1925, Шкодер — 7 жовтня 2011, Тирана) — керівник Албанії з 1985 до 1992 року, обіймав посади президента країни і 1-го секретаря ЦК Албанської партії праці. Ще за життя, бувши важкохворим, його призначив своїм наступником Енвер Ходжа.

## Біографія
Народився 18 жовтня 1925 року в місті Шкодер. У 20-річному віці вступив у молодіжний комуністичний рух. Під покровительством Енвера Ходжі зробив швидку кар'єру. Після Другої світової війни очолював албанську молодіжну комуністичну організацію, потім навчався в СРСР. В 1961 році став членом Політбюро ЦК Албанської партії праці. Ходжа обрав Алію з кількох причин. Передусім, Алія був активним послідовником його політики «спирання на власні сили» (на противагу тим, хто шукав союзу з Югославією Тіто). Крім того, до нього прихильно ставилася дружина Ходжі, Неджміє Ходжа, яка мала вплив у партії навіть після смерті чоловіка.
Прийшовши до влади, Алія почав вживати нерішучих спроб децентралізації економічної системи та цінових реформ у деяких секторах. Він також дозволив низку публічних дискусій про суспільні проблеми Албанії, а також дискусії між діячами культури. За нього припинилися масові репресії, але зберігався жорсткий ідеологічний контроль. У 1986 та 1989 роках були проведені широкі амністії політичних в'язнів. Алія вживав спроб налагодження відносин із зовнішнім світом (за його попередника Албанія була цілком ізольованою країною), зокрема, з Грецією, Італією, Туреччиною та Югославією. Албанці дістали можливість здійснювати туристичні поїздки за кордон.
Наприкінці 1980-их років, в результаті заохочуваних Алією дискусій у ЗМІ про проблеми країни, загострились суперечності між прихильниками жорсткої лінії й реформаторами. 9 грудня 1990 року в столиці Албанії, місті Тирана, почалася демонстрація студентів, які вимагали скасування однопартійної системи. До 11 грудня число учасників демонстрації досягло 3000 осіб. Алія зустрівся зі студентами й пообіцяв їм ужити подальших заходів із демократизації.
У новорічному зверненні Алія пообіцяв, що новий 1991 рік стане поворотним моментом в економіці країни. Однак саме з цього часу почалася масова еміграція албанців за кордон, у першу чергу в Італію, яка не припиняється досі.
Того самого, 1991 року, процеси демократизації в Албанії вийшли з-під контролю уряду. На противагу Албанській партії праці вихідцями з півночі країни була створена Демократична партія Албанії. 3 квітня 1992 року Алія пішов у відставку. Пізніше його було заарештовано за звинуваченням у зловживанні службовим становищем і засуджено до 9 років ув'язнення. Фактично пробув у в'язниці близько 2 років, оскільки був звільнений повстанцями під час заворушень, спрямованих проти нового президента Салі Беріші та організаторів «фінансових пірамід», і відтоді до відповідальності не притягався. Жив у самотності на своїй дачі. 
Помер у Тирані 7 жовтня 2011 року, не доживши одинадцяти днів до свого 86-го дня народження. Похований, згідно зі своїм заповітом, в одній могилі з дружиною на кладовищі Шарра в Тирані.